# Naundorf (Geiseltal)
Naundorf ist eine moderne Wüstung im Saalekreis in Sachsen-Anhalt. Sie wurde durch den Braunkohleabbau im Geiseltal zerstört.

## Geographische Lage
Naundorf lag im Geiseltal nordöstlich von Braunsbedra. Nachbarorte waren Körbisdorf im Westen, Frankleben im Osten und Wernsdorf im Südwesten. Die ehemalige Ortsflur liegt heute im Osten des Geiseltalsees in unmittelbarer Nähe des Ausflusses der Geisel aus dem See.

## Geschichte
Naundorf entstand aus einem zum Hochstift Merseburg gehörigen Gut. Dieses war aus Flächen der Nachbarorte Rottmannsdorf (auch Rattmarsdorf) und Körbisdorf gebildet worden, mit einem „trennenden Gehrenstücke“. Die Ortsgründung von Naundorf wird für den Beginn des 12. Jahrhunderts angenommen. Die erste zuordenbare urkundliche Erwähnung stammt aus dem Jahre 1317 unter dem Namen '‘Nuendorf'‘. Zu dieser Zeit bestand Naundorf aus einem Rittergut und 11 Bauernhäusern. Im ausgehenden Mittelalter setzte sich mehr und mehr die Bezeichnung '‘Nauendorf‘' bzw. später dann '‘Naundorf‘' durch.
Aus den Beschreibungen der Lehnsabhängigkeiten ist ersichtlich, dass einige Höfe Naundorfs zu Körbisdorf hörig waren, ein Vorwerk hingegen unterstand direkt dem Domkapitel zu Merseburg. Die fränkischen Neusiedler waren dem Rittergut Naundorf untertänig. Nach einer Zusammenstellung aus dem Jahre 1754 hatte Naundorf 29 Häuser und 17 Handfröhner, aber nur die Hälfte derer war auch dem Naundorfer Rittergut untertänig. Vier Häuser standen unter dem Merseburger Domkapitel, 11 unter dem Winkelschen Erbgericht (damit zu Körbisdorf). Das Obergericht im Dorfe und das Ober- und Niedergericht im Felde unterstanden dem Merseburger Küchenamt, das seit 1561 unter kursächsischer Hoheit stand. Durch die Beschlüsse des Wiener Kongresses kam Naundorf 1815 zu Preußen und wurde dem Kreis Merseburg im Regierungsbezirk Merseburg der Provinz Sachsen zugeteilt, zu dem es bis 1944 gehörte.
Im ausgehenden 19. Jahrhundert verschmolz Naundorf zunehmend mit den Nachbarorten Benndorf und Körbisdorf. 1856 entstand zwischen Körbisdorf und Naundorf eine große Zuckerfabrik, die bis 1926 bestand. Seit 1918 hatte Naundorf Anschluss an die Straßenbahnstrecke Merseburg–Mücheln. Am 1. April 1937 wurden Benndorf, Körbisdorf und Naundorf zur Gemeinde Benndorf/Geiseltal vereinigt.
Als Folge des Braunkohleabbaus im Geiseltal wurde Benndorf bereits 1953 umgesiedelt und ein Jahr später abgebaggert. Die Umsiedlung Naundorfs folgte 1954, drei Jahre später wurde der Ort (devastiert). Die Kirche von Naundorf wurde 1956 abgebrochen.